# Синьялы (Тувсинское сельское поселение)
Синья́лы (чув. Ҫӗньял) — деревня в Цивильском районе Чувашской Республики. Входит в состав Тувсинского сельского поселения.

## География
Находится в северной части Чувашии на расстоянии приблизительно 8 км на север по прямой от районного центра города Цивильск.

## История
Известна с 1858 года как выселок деревни Ма¬малаева (ныне не существует). В 1897 году учтено 247 жителей, в 1926 — 57 дворов, 275 жителей, в 1939—259 жителей, в 1979—147. В 2002 году было 45 дворов, 2010 — 44 домохозяйства. В период коллективизации был организован колхоз «Красная Армия», в 2010 году действовал СХПК «Память И. Н. Ульянова».

## Население
Постоянное население составляло 127 человек (чуваши 98 %) в 2002 году, 101 в 2010.